# Parnassia (soort)
Parnassia (Parnassia palustris) is een plant die tot de parnassiafamilie behoort.
De tot 30 cm hoge plant bloeit van juli tot in september. De paar wortelstandige bladeren hebben een lange steel en een vaak hartvormige voet. De bloem staat op een rechtopgaande kantige stengel waaraan zich ongeveer halverwege een zittend blad bevindt. Dit blad is ook hartvormig en de twee lobben van de bladvoet zijn bijna stengelomvattend. De vijf kroonbladen zijn wit met groenige parallel-lopende nerven. In de bloem staan vijf staminoda (vergroeide onvruchtbare meeldraden), die eindigen in een reeks goudkleurige knopjes. Ze zijn bedoeld om insecten te lokken die nectar vinden aan de voet van deze meeldraden. Voor elk kroonblaadje staat er een. De vruchtbare meeldraden wisselen af met de staminoda. De bomvormige doosvrucht opent met vier kleppen.

## Voortplanting
Parnassia is aangewezen op kruisbestuiving door insecten. De meeldraden zijn een voor een rijp waarna ten slotte de stamper vruchtbaar is. Vooral vliegen bezoeken de bloem. Het zaad is heel fijn en wordt gemakkelijk door de wind verspreid over grote afstanden.

## Voorkomen
De plant komt voor over heel het noordelijk halfrond, buiten de tropen en subtropen. In Nederland was zij vroeger breed verspreid op de veengronden, zandgronden en in Zuid-Limburg op het krijt. Inmiddels is de soort er zeldzaam geworden door ontwatering en hogere bemestingsgraad. Nu groeit ze het meest in vochtige duinvalleien en op drooggevallen zandplaten in afgesloten zeearmen. Parnassia wordt in Nederland vanaf 1 januari 2017 niet meer wettelijk beschermd en staat op de Nederlandse Rode lijst (planten) van 2000 als vrij zeldzaam en zeer sterk in aantal afgenomen. De soort is in redelijke mate aanwezig in het gebied rond Lauwersoog. Parnassia groeit vaak in gezelschap van orchideeën.
In België komt parnassia voor in de kustduinen en in Lotharingen, daarbuiten is ze zeer zeldzaam. In andere delen van Europa, zoals Zwitserland, is ze aanzienlijk minder zeldzaam dan in de Lage Landen.

## Muze
Parnassia wordt vaak bewonderd om haar schoonheid en is bezongen in gedichten. Een voorbeeld hiervan is het gedicht Duinpan I van Richter Roegholt.

## Variatie
Niet algemeen aanvaarde variëteiten binnen de soort parnassia:
- Parnassia palustris var. condensata, de variëteit uit de kustgebieden
- Parnassia palustris var. palustris, de variëteit uit het binnenland

Deze variëteiten zijn zeer lastig of niet van elkaar te onderscheiden. Naast het diploide (2n = 18) vorm komt ook een tetraploïde (2n = 4x = 36) vorm voor. In Engeland komen beide vormen voor bij de vrijwel niet te onderscheiden variëteiten.

## Afbeeldingen

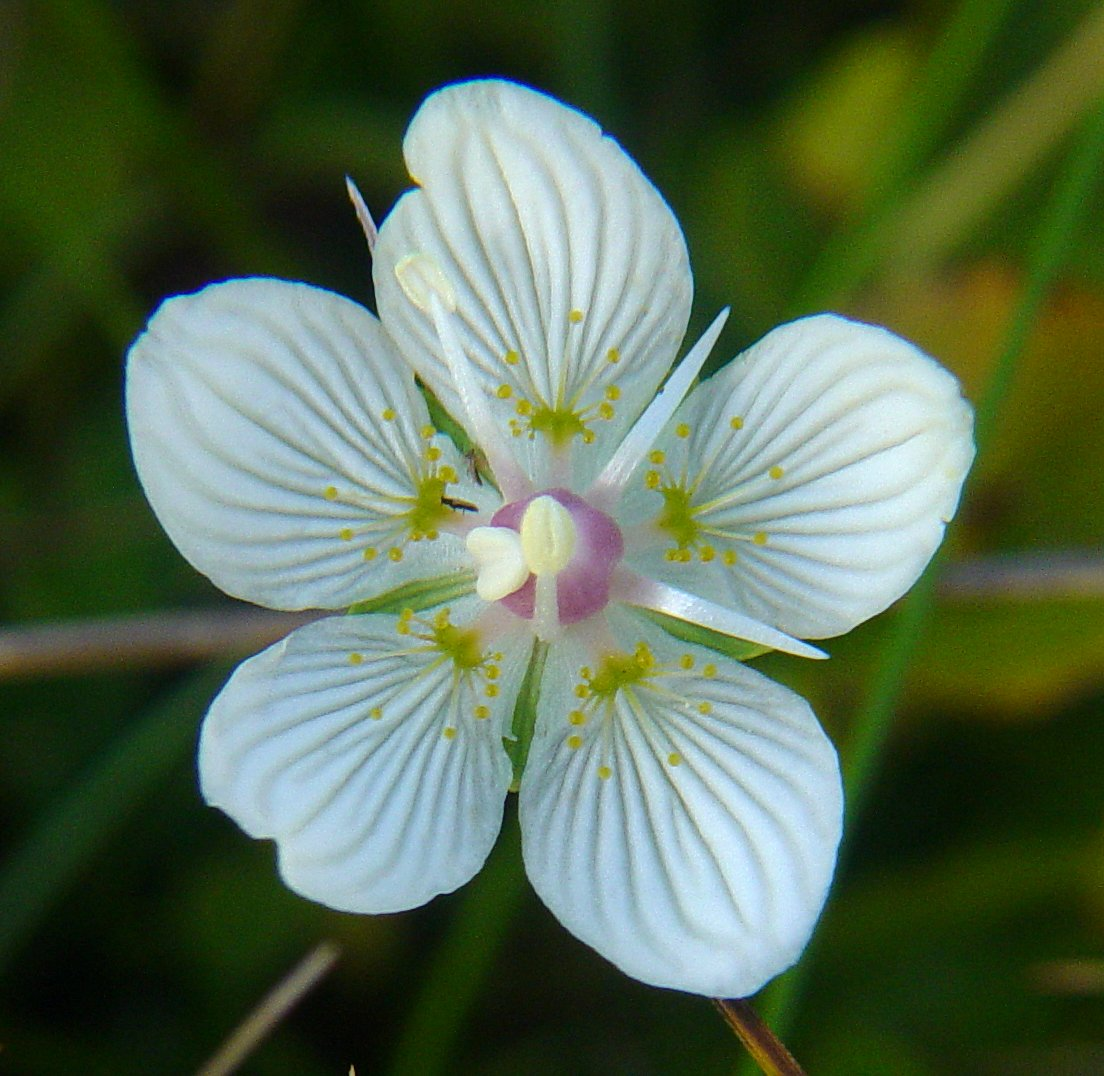
Twee helmknoppen afgevallen
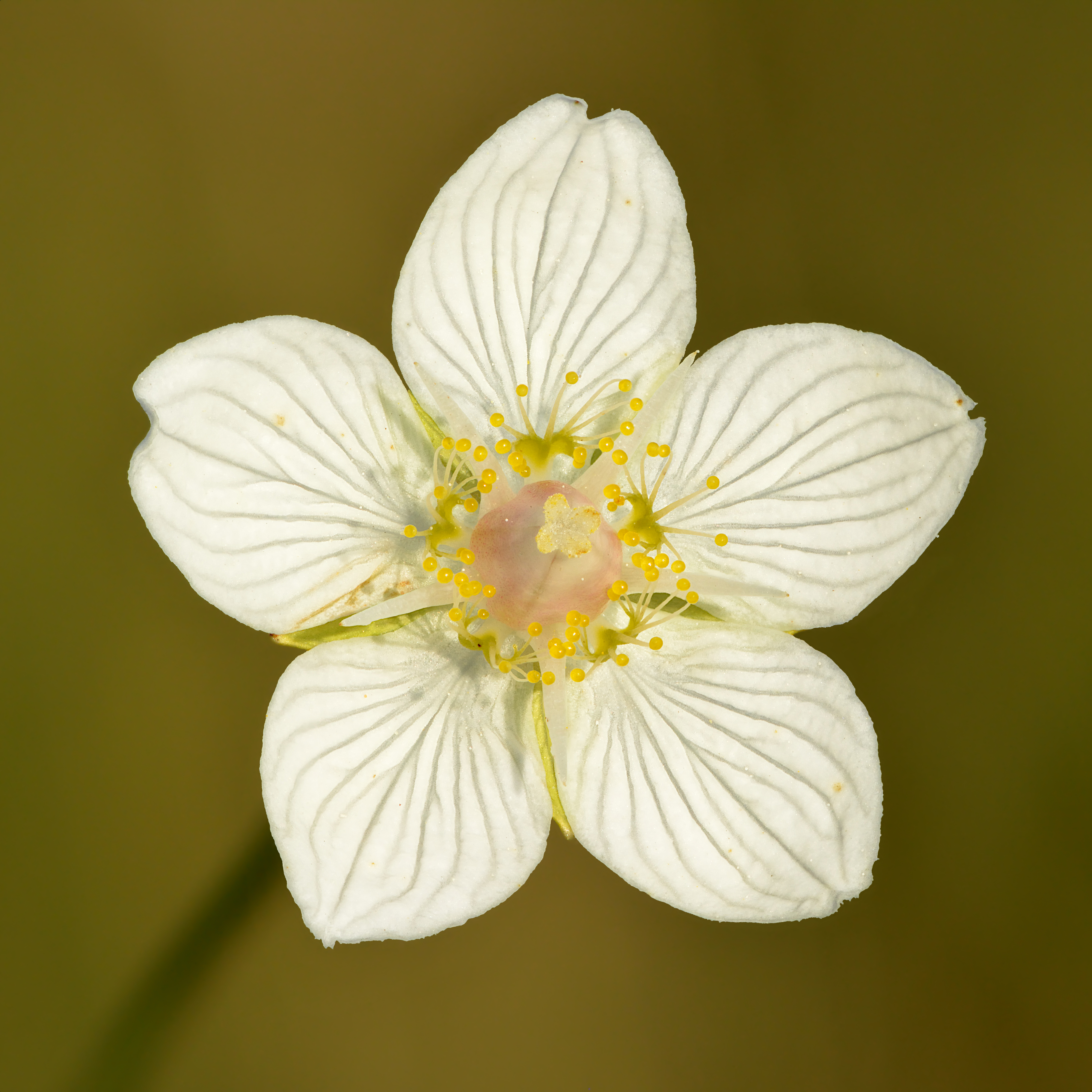
Alle helmknoppen afgevallen, stempels zichtbaar
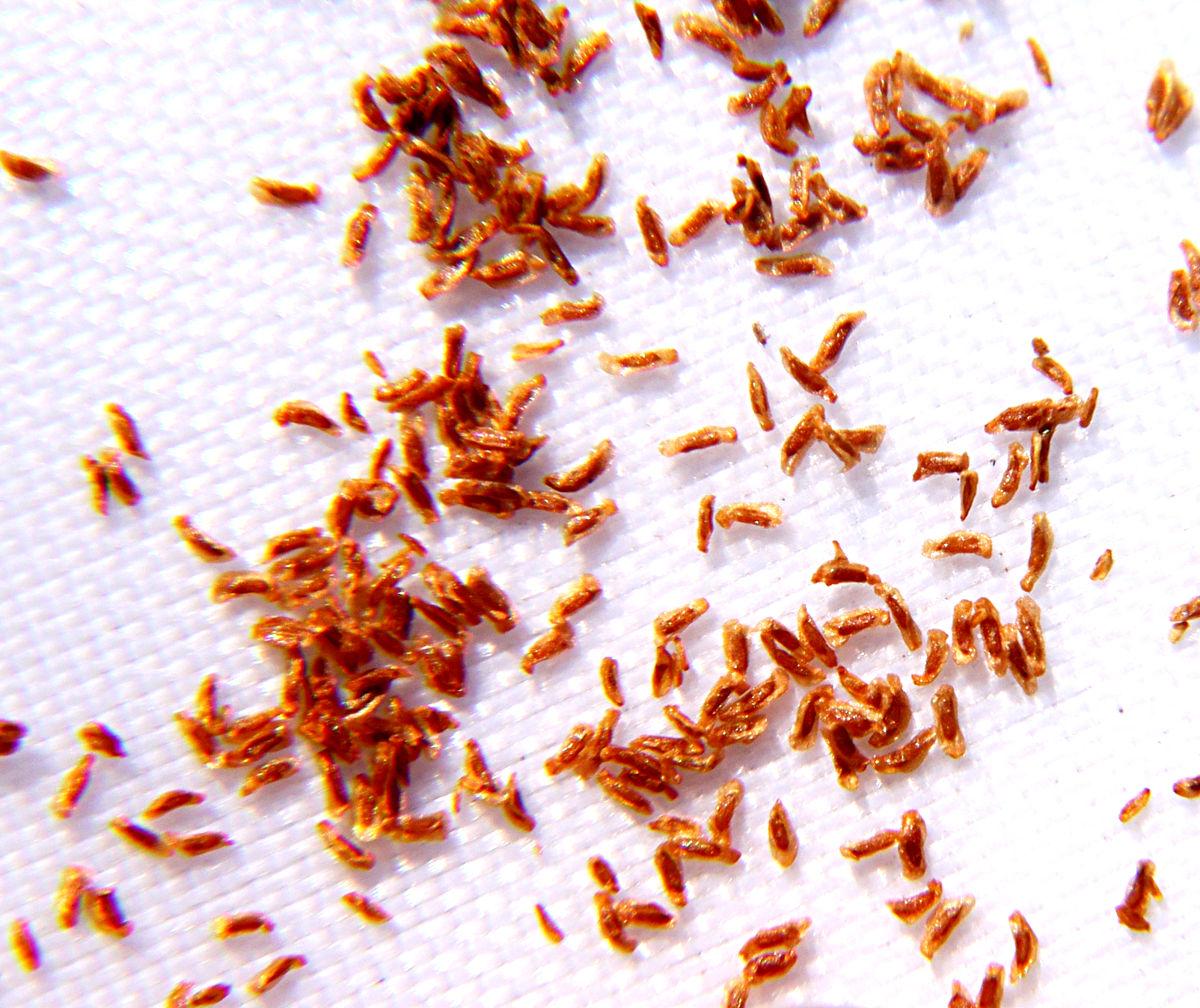
Zaden, ±1 mm lang